# اگوادا گوزمان
اگوادا گوزمان (به اسپانیایی: Aguada Guzmán) یک منطقهٔ مسکونی در آرژانتین است که در ایالت ریو نگرو واقع شده‌است.

## خصوصیات
اگوادا گوزمان ۱۱۷ نفر جمعیت دارد و ۹۱۴ متر بالاتر از سطح دریا واقع شده‌است.